# Суоярви (озеро, Лахденпохский район)
Су́оя́рви (фин. Suojärvi) — озеро на российско-финляндской границе, на территории Мийнальского сельского поселения Лахденпохского района Республики Карелия (Россия) и области Южная Карелия (Финляндия).

## Общие сведения
Площадь озера — 0,9 км². Располагается на высоте 82,0 метров над уровнем моря.
Форма озера продолговатая, вытянутая с севера на юг. Берега каменисто-песчаные, местами болотистые.
С запада в озеро втекает безымянный ручей, берущий начало из озера Матиккалампи (фин. Matikkalampi). Из северной оконечности озера (на финляндской стороне) вытекает река Суоярвенйоки (фин. Suojärvenjoki), впадающая в озеро Пюхяярви.
На российской стороне населённые пункты близ озера отсутствуют. Ближайший — посёлок Сикопохья — расположен в 9 км к югу от озера.
Код водного объекта в государственном водном реестре — 01040300211102000011892.
Название озера переводится с финского языка как «болотное озеро».